# Columbita
Columbita é um mineral ortorrômbico com teor de 30% de Nb2O5 (Óxido de Nióbio) e 3,0 % de Ta2O5 (Óxido de Tantálio). Consiste em niobato e tantalato de ferro e manganês, e no qual a porcentagem de nióbio é maior que a de tântalo. Quando se sobrepõe àquele, o mineral passa a chamar-se tantalita. A columbita é um óxido raro. Além de constituir o minério de Ta, é o minério de Nb mais comum. "Columbita" na classificação atual não é mais um mineral, mas apenas um termo geral Usado para membros do Grupo Columbita, composto da série Columbita- (Fe) -Tantalita- (Fe) e Série columbita- (Fe) -Columbita- (Mn). Niobite- (Fe) ((Fe ++ Nb2O6)) é a niobita mais comum, e também há muitos tipos de Sc que a contêm.
A columbita freqüentemente aparece em cristais com boa estrutura e pode formar aglomerados paralelos. Paralelo à linha radial, o peso total é de até 18 toneladas. O maior cristal do columbium é uma placa 6 mm de espessura, comprimento lateral 76 cm x 61 cm. Uma vez que a columbita é indistinguível da tantalita em uma visão macroscópica, esses dois minerais são chamados coletivamente de "coltan". Existem vários livros que colocam esses dois minerais juntos como se fosse um. A maior diferença entre a columbita e tantalita é densidade: a columbita é 5,2, a tantalita é maior que 8,0. Além disso, a columbita é muito semelhante à volframita. A columbita pode ser radioativa. A columbita é um óxido raro. É o minério de Nióbio mais comum, além de constituir o minério de Tantalita. A Columbita tende a ocorrer em cristais bem formados, que podem formar aglomerados paralelos, subparalelos a radiais com peso total de até 18 toneladas. O maior cristal de columbita era uma placa com 6 mm de espessura com lados de 76 cm por 61 cm.
| Fórmula química       | (Fe,Mn)(Nb,Ta)2 O6))     |
| Classificação química | Óxido                    |
| Forma cristalina      | Ortorrômbico bipiramidal |
| Hábito                | Maciço                   |
| Transparência         | Translúcido a opaco      |
| Brilho                | Sub-metálico             |
| Traço                 | Preto a marrom escuro    |
| Clivagem              | Boa                      |
| Fratura               | Irregular                |
| Dureza                | 6,0                      |
| Tenacidade            | Quebradiça               |

## Origem
A columbita foi descoberta pelo químico Charles Hatchett (1765-1847) em 1801, quando se analisava uma amostra de rocha de um museu em Londres. Então em 1844 a columbita recebeu este nome devido ter origem da Columbia Britânica e só foi reconhecido como um elemento químico em 1949. 

## Localização
As principais reservas de columbita-tantalita estão localizadas no Brasil e Austrália. 

## Aplicações
A Columbita pode ser utilizada em uma variedade de aplicações de fonte de tântalo, como em ferramentas, eletrônicos e indústrias de equipamentos químicos. O nióbio pode ser utilizado em ligas resistentes a altas temperaturas e aços soldáveis.